# Allabolag.se
UC Affärsinformation AB (tidigare UC Allabolag AB)är ett svenskt IT-företag som erbjuder företagsinformation via sin webbplats allabolag.se. Webbplatsen allabolag.se lanserades 2007 av Henrik Tellving, Niklas Boström och Johan Waldén och idén bakom företaget föddes ur privatpersoners och småföretags behov av att enkelt, kostnadsfritt och användarvänligt få ta del av samma information som storföretagen. 
Sedan 2015 helägs allabolag.se av UC-koncernen . Sedan juli 2018 är Allabolag och UC del av det nordiska företaget Enento Group. 
Tjänsten som Allabolag erbjuder visar uppdaterad företagsinformation om Sveriges samtliga bolag från Bolagsverket, Skatteverket, Statistiska centralbyrån (SCB) och UC AB. Enligt KIA-index är allabolag.se den mest använda företagsupplysningstjänsten.[när?] Sedan 2021 är allabolag.se via Enento även största ägare i Goava Sales Intelligence AB. Goava är ett AI baserat verktyg för b2b säljare och använder data från allabolag.se och proff.se/no/dk/fi i kombination med egen insamlad data om Nordiska företag.